# مجله بین‌المللی دانش پرستاری
مجله بین‌المللی دانش پرستاری (به انگلیسی: International Journal of Nursing Knowledge) یک مجله پرستاری نقد همترازی در زمینه استاندارد کردن زبان پرستاری و چگونگی کاربردی کردن آنهاست و بوسیله پایگاه‌های داده زیر اندکس می‌شود:
- آکادمی سرچ پرمیر (Academic Search Premier)
- سی‌آی‌ان‌ای‌اچ‌ال (CINAHL)
- مدلاین (MEDLINE)
- پاب‌مد (PubMed)
- پروکوئست (ProQuest)
- اسکوپوس (Scopus)

این مجله از انتشارات رسمی ناندا (NANDA) است و از سال ۱۹۹۰ به زبان انگلیسی منتشر می‌شود.